# Kore Jamazaki
Kore Jamazaki (japonsky ヤマザキ コレ, Jamazaki Kore) je japonská mangaka pocházející z ostrova Hokkaidó. Jejím nejznámějším dílem je manga Čarodějova nevěsta, podle níž bylo v roce 2017 vytvořeno stejnojmenné anime. Čarodějova nevěsta je od roku 2018 vydávána v Česku nakladatelstvím CREW. Od roku 2021 Jamazaki publikuje mangu Ghost and Witch.

### Série
| Název                | Roky vydávání   | Časopis                                                              | Vydavatel     | Počet svazků | Reference |
| -------------------- | --------------- | -------------------------------------------------------------------- | ------------- | ------------ | --------- |
| Futari no renai šoka | 2012–2013       | Manga Time Kirara Forward                                            | Hóbunša       | 2            | [ 4 ]     |
| Čarodějova nevěsta   | 2013–současnost | Gekkan Comic Blade (2013–2014) Gekkan Comic Garden (2014–současnost) | Mag Garden    | 16           | [ 5 ]     |
| Frau Faust           | 2014–2017       | ITAN                                                                 | Kódanša       | 5            | [ 6 ]     |
| Ghost and Witch      | 2021–současnost | Manga doa                                                            | Lingua Franca | 0            | [ 3 ]     |

### Krátké mangy
| Název     | Rok vydání | Časopis       | Vydavatel  | Reference |
| --------- | ---------- | ------------- | ---------- | --------- |
| „Denpató“ | 2016       | Alterna pixiv | Mag Garden | [ 7 ]     |